# Typ Marburg
Der als Typ „Marburg“ bezeichnete Schiffstyp ist eine Baureihe von zwei Frachtschiffen der Hamburg-Amerika-Linie (HAPAG).

## Geschichte

### Bau
Nach der weitgehenden Lockerung der Schiffbaubeschränkungen des Potsdamer Abkommens baute die HAPAG ab 1950 ihre Frachtschiffsflotte erneut auf. Beginnend mit dem ersten Nachkriegsneubau Hamburg wuchs die HAPAG-Flotte wieder kontinuierlich. 1957 bestellte die HAPAG bei der Orenstein & Koppel zwei typgleiche Motorschiffe für den Dienst nach Mittelamerika. Am 1. September 1958 konnte die Reederei das Typschiff Marburg von der Werft übernehmen. Ein halbes Jahr darauf, am 18. Dezember 1958, komplettierte die Iserlohn die Baureihe.  Die Schiffe des Marburg-Typs ähneln bei geringfügig größeren Abmessungen den Schiffen der Solingen-Klasse, besitzen aber ein höheres Achterdeck als letztere.

### Einsatz bei der HAPAG
Wie geplant, wurde das Schiffsduo im Mittelamerika-Dienst eingesetzt. Beide Schiffe wurden 1970 bei der Fusion der HAPAG mit dem NDL zur neuen Hapag-Lloyd übernommen.

### Spätere Karriere
Im August 1974 gab Hapag-Lloyd die beiden Schwesterschiffe an die Reederei Bernd Leonhardt weiter. Bernd Leonhardt war zuvor aus der traditionsreichen Familienreederei Leonhardt & Blumberg ausgestiegen und hatte sich selbständig gemacht. Aufgrund der Segelbegeisterung Leonhardts erhielten die beiden Schiffe die Namen Leo Star und Leo Soling, deren zweiter Teil durch Sportseglerklassen gebildet wurde. Beide Schiffe wurden im Jahr 1982 in Lübeck aufgelegt und 1983 und 1984 zum Abbruch verkauft.

## Technik

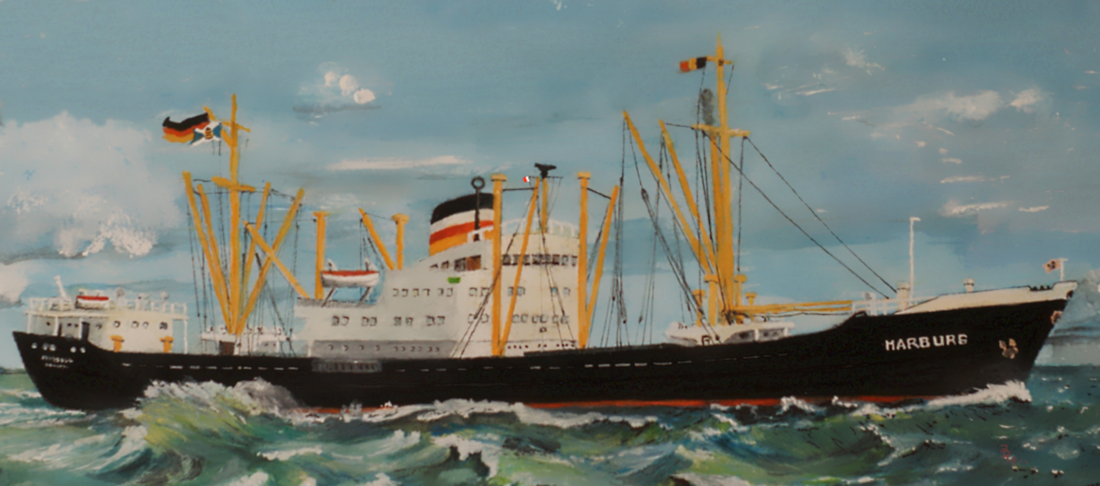
Zeichnung der Marburg

Die Schiffe der Baureihe waren konventionelle Stückgutschiffe mit eben hinter mittschiffs über der Antriebsanlage angeordneten Aufbauten und vielseitigen Ladungseinrichtungen. So waren die Schiffe mit 12 herkömmlichen Ladebäumen (8 à 3/5 Tonnen und 4 à 5/10 Tonnen) sowie einem 60-Tonnen-Schwergutbaum zur Übernahme von Schwergut in der Luke 2 ausgerüstet. Jeweils zwei Trockenladeräume mit je einem Zwischendeck befanden sich vor und hinter den Aufbauten. Die Luken wurden mit MacGregor-Lukendeckeln verschlossen. Darüber hinaus verfügten die Schiffe des Typ „Marburg“ über separate Kühl-, Verschluss- und Drogenladeräume.

## Die Schiffe

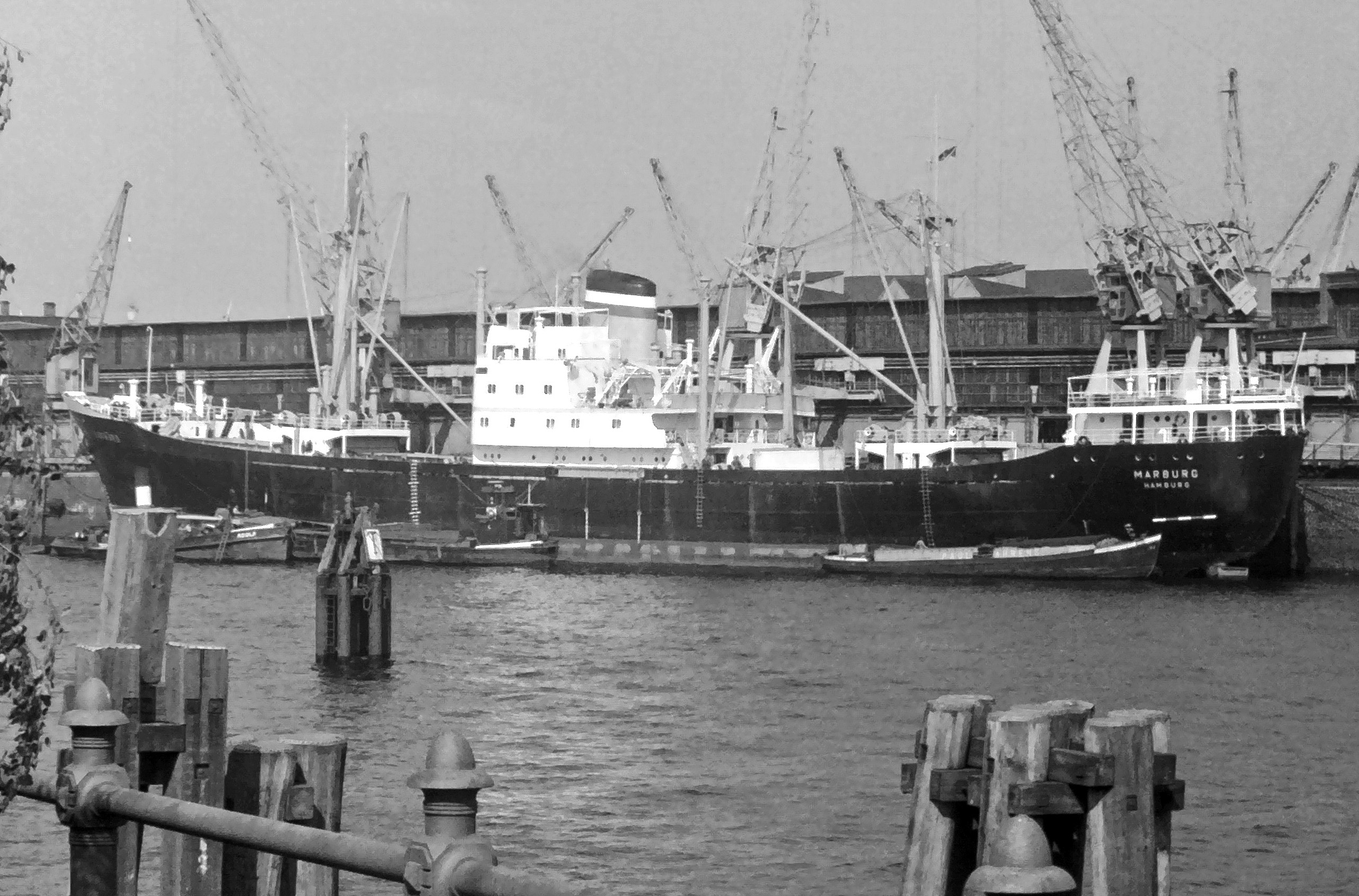
Marburg 1968 im Hamburger Hafen

| Die Frachtmotorschiffe des Typ „Marburg“ | Die Frachtmotorschiffe des Typ „Marburg“ | Die Frachtmotorschiffe des Typ „Marburg“ | Die Frachtmotorschiffe des Typ „Marburg“ | Die Frachtmotorschiffe des Typ „Marburg“ | Die Frachtmotorschiffe des Typ „Marburg“                                        |
| Name                                     | Stapellauf                               | Ablieferung                              | Baunummer                                | Vermessung                               | Umbenennungen und Verbleib                                                      |
| ---------------------------------------- | ---------------------------------------- | ---------------------------------------- | ---------------------------------------- | ---------------------------------------- | ------------------------------------------------------------------------------- |
| Marburg                                  | 26. Juni 1958                            | 1. September 1958                        | 539                                      | 5154 BRT                                 | 1974 Leo Star, im März 1984 zum Abbruch in China verkauft                       |
| Iserlohn                                 | 16. Oktober 1958                         | 18. Dezember 1958                        | 540                                      | 5081 BRT                                 | 1974 Leo Soling, Abbruch ab 20. Dezember 1983 in San Esteban de Pravia, Spanien |